# ナローゲージ&ショートライン ガゼット
ナローゲージ&ショートライン ガゼット (Narrow Gauge and Shortline Gazette サブタイトル -Accurate Information for Fine Modelbuilding-〈精緻な模型化のための正確な情報〉ISSN 0148-2122) は
カリフォルニア州マウンテンビューのベンチマーク出版によるアメリカ合衆国の隔月刊の雑誌である。

編集・発行人はRobert W. Brown（ロバート・ブラウン）である。

2007年現在の連載執筆者はGene Deimling、Mallory Hope Ferrell、Charlie Getz,、Boone Morrison、Lane Stewart、Jim Vailである。

この雑誌はカルムバック・メディアが取次いで模型店に流通する。
創刊号は1975年の3/4月号で、以来ずっと現在まで刊行中である。

この雑誌の特色は、雑誌名にも有る様にナローゲージとショート・ライン（≒ローカル線）についてプロトタイプ（実物）と鉄道模型の双方の視点で扱っている。
大多数の記事は北米の記事であるが、模型についてはより国際的な視点の話題を定期的に掲載している。

## 日本での入手
日本国内では一部のアメリカ型を取り扱う鉄道模型販売店が輸入販売している。それ以外で手に入れるには版元に定期購読を申し込む必要がある。